# Брескул

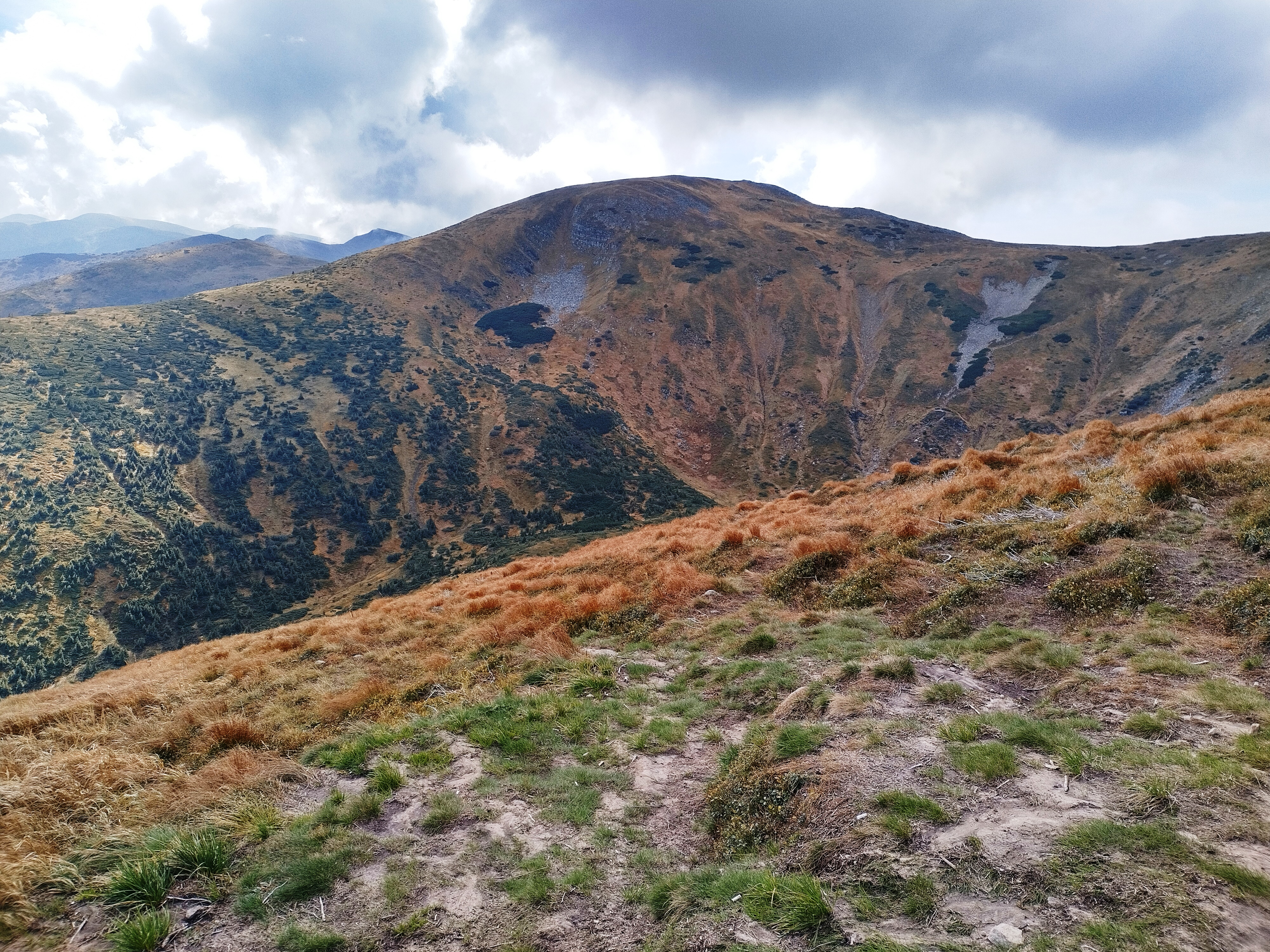
Вид на Брескул с Малой Говерлы

Брескул (Брецкул; укр. Брескул) — одна из горных вершин массива Черногора Украинских Карпат. Высота — 1911 м. Расположена на границе Ивано-Франковской и Закарпатской областей Украины, между Говерлой и горой Пожижевская. Брескул — ближайшая соседка Говерлы. 
Вершина горы куполообразная, северные склоны крутые. В нескольких местах склоны изрезаны карами давнего обледенения. Господствуют каменные россыпи. Покрытый альпийской и субальпийской растительностью. Развиваются процессы эрозии. Рельеф преимущественно каменистый. На западном склоне горы расположена впадина с небольшими и непостоянными озерцами.
Название горы, возможно, связана с её формой и происходит от гуцульского слова, которое означает вспухший, отёчный.